# Mecklenburgische Schweiz und Kummerower See
Mecklenburgische Schweiz und Kummerower See este o arie protejată (arie de protecție specială avifaunistică — SPA) din Germania întinsă pe o suprafață de 43.560 ha, integral pe uscat.

## Localizare
Centrul sitului Mecklenburgische Schweiz und Kummerower See este situat la coordonatele 53°46′10″N 12°44′27″E / 53.7694°N 12.7408°E.

## Înființare
Situl Mecklenburgische Schweiz und Kummerower See a fost declarat arie de protecție specială avifaunistică în aprilie 2008 pentru a proteja 85 de specii de animale.

## Biodiversitate
Situată în ecoregiunea continentală, aria protejată nu include niciun habitat protejat.
La baza desemnării sitului se află mai multe specii protejate de  păsări (85): pescăruș albastru (Alcedo atthis), rață sulițar (Anas acuta), rață lingurar (Anas clypeata), rață mică (Anas crecca crecca), rață fluierătoare (Anas penelope), Anas platyrhynchos platyrhynchos, rață cârâitoare (Anas querquedula), Anas strepera strepera, Anser albifrons albifrons, gâscă cenușie (Anser anser), gâscă de semănătură (Anser fabalis), acvilă țipătoare mică (Aquila pomarina), ciuf de câmp (Asio flammeus), rață-cu-cap-castaniu (Aythya ferina), rața moțată (Aythya fuligula), buhai de baltă (Botaurus stellaris stellaris), Branta leucopsis, Bucephala clangula, fugaci de țărm (Calidris alpina), prundaș gulerat mare (Charadrius hiaticula), chirichița cu obraz alb (Chlidonias hybrida), chirighiță neagră (Chlidonias niger), barză albă (Ciconia ciconia ciconia), barză neagră (Ciconia nigra), erete de stuf (Circus aeruginosus), erete vânăt (Circus cyaneus), erete cenușiu (Circus pygargus), Corvus monedula, prepeliță (Coturnix coturnix), cristeiul de câmp (Crex crex), lebădă de iarnă (Cygnus cygnus), lebădă de vară (Cygnus olor), ciocănitoarea de stejar (Dendrocopos medius), ciocănitoare neagră (Dryocopus martius), egretă albă (Egretta alba), șoim de iarnă (Falco columbarius), Falco peregrinus peregrinus, șoimul rândunelelor (Falco subbuteo), vânturel roșu (Falco tinnunculus), muscar (Ficedula parva), Fulica atra atra, becațină comună (Gallinago gallinago), Gavia arctica arctica, Grus grus grus, codalb (Haliaeetus albicilla), Ixobrychus minutus minutus, capîntortură (Jynx torquilla), sfrâncioc roșiatic (Lanius collurio), sfrâncioc mare (Lanius excubitor excubitor), pescăruș mic (Larus minutus), pescăruș râzător (Larus ridibundus), Limosa limosa limosa, ciocârlie de pădure (Lullula arborea), Luscinia svecica cyanecula, ferestraș mic (Mergus albellus), Mergus merganser merganser, Mergus serrator, presură sură (Miliaria calandra), gaia neagră (Milvus migrans), gaia roșie (Milvus milvus), muscar sur (Muscicapa striata), rață cu ciuf (Netta rufina), Numenius arquata arquata, pietrar sur (Oenanthe oenanthe), vultur pescar (Pandion haliaetus), viespar (Pernis apivorus), cormoran mare (Phalacrocorax carbo carbo), bătăuș (Philomachus pugnax), codroșul de pădure (Phoenicurus phoenicurus), ploier auriu (Pluvialis apricaria), Podiceps cristatus cristatus, Porzana parva parva, cresteț pestriț (Porzana porzana), Porzana pusilla intermedia, lăstun de mal (Riparia riparia), sitar de pădure (Scolopax rusticola), chiră mică (Sterna albifrons), pescăriță mare (Sterna caspia caspia), chiră de baltă (Sterna hirundo), turturică (Streptopelia turtur), silvie porumbacă (Sylvia nisoria), călifar alb (Tadorna tadorna), fluierar de mlaștină (Tringa glareola), fluierarul cu picioare roșii (Tringa totanus), nagâț (Vanellus vanellus).
Pe lângă speciile protejate, pe teritoriul sitului au mai fost identificate 1 specie de păsări.